# ANBV Kariña (PC-24)
El ANBV Kariña, Tamanaco, es el último de los cuatro buques patrulleros Oceánicos de Vigilancia (POV) de la Armada Bolivariana de Venezuela tipo Avante 2200 de la clase Guaiquerí, construida en los astilleros de Navantia en la localidad española de San Fernando.

## Características y funciones
El casco y su superestructura están construidos en acero.
Las funciones proyectadas para estas naves son (según la página oficial de la Misión Naval Venezolana en España) las siguientes: 
1. Vigilancia y protección de la Zona Económica Exclusiva.
2. Protección del Tráfico Marítimo.
3. Defensa de intereses estratégicos.
4. Operaciones de búsqueda y salvamento.
5. Auxilio a otras unidades y humanitarias.
6. Persecución del contrabando, tráfico de drogas e inmigración ilegal.
7. Vigilancia y obtención de información de inteligencia operativa o medioambiental.

## Buques de la clase
- ANBV Guaiquerí (PC-21)
- ANBV Warao (PC-22)
- ANBV Yecuana (PC-23)
- ANBV Kariña (PC-24)